# Frontpage Lover
Frontpage Lover ist der Titel des 1981 veröffentlichten dritten Studioalbums der deutschen Rockband Fargo.

## Hintergrund
Fargo hatte im Februar 1980 das Album No Limit veröffentlicht. Im gleichen Monat war die Band auf Tournee gegangen, die sich durch das ganze Jahr zog. Nach dem Konzert am 9. Mai 1980 verließ Schlagzeuger Frank Tolle die Band vorübergehend. Für ihn spielte Rudi Kaeding die Tournee zu Ende.
Die Aufnahmen zu Frontpage Lover fanden ab November 1980 im Horus Sound Studio in Hannover sowie in den EMI-Studios in Köln unter der Leitung von Musikproduzent Frank Bornemann statt. Als Aufnahmeleiter und Tontechniker agierte Jan Nemec. Schlagzeuger war Rudi Kaeding.
Das Songwriting teilten sich die Gitarristen Peter Ladwig und Hanno Grossmann beinahe zu gleichen Teilen, Bassist Peter Knorn steuerte das Instrumentalstück Take Saeix bei. Backing Vocals wurden von Lisa Fields und Jane Palmer gesungen.
Die Aufnahmen wurden im Dezember für zwei Konzerte im Vorprogramm der australischen Band AC/DC auf deren Deutschland-Tournee für das Album Back in Black unterbrochen. Die beiden Termine in Ravensburg und München hatten sich ergeben, weil sich der Sänger von Whitesnake, der eigentlichen Vorgruppe, ein Bein gebrochen hatte. Anschließend nahm die Gruppe die Arbeiten am Album wieder auf.
Das Album erschien im März 1981 und wurde auf dem EMI-Label Harvest verlegt.
Die Tournee zum Album hatte bereits im Februar 1981 begonnen, im Oktober desselben Jahres war die Gruppe im Vorprogramm von Mothers Finest unterwegs.
Während der Promotion für das Album stellte die Band das Titellied am 13. April 1981 in der Jugendsendung Rockpop im ZDF vor.
2003 wurde Frontpage Lover wiederveröffentlicht und erschien erstmals auf CD. Diese Ausgabe des Albums enthielt neben den Liedern der Originalausgabe den bis dahin unveröffentlichten Titel Too Young to Stay too Long.

## Titelliste
| Nr.          | Titel                     | Autor(en)       | Gastmusiker                           | Länge |
| ------------ | ------------------------- | --------------- | ------------------------------------- | ----- |
| 1.           | Frontpage Lover           | Peter Ladwig    |                                       | 3:01  |
| 2.           | A Girl Like a Trigger     | Peter Ladwig    |                                       | 4:35  |
| 3.           | Sumaker                   | Peter Ladwig    |                                       | 3:33  |
| 4.           | 27 Hours a Day            | Peter Ladwig    |                                       | 4:36  |
| 5.           | Arrows in the Wind        | Hanno Grossmann |                                       | 4:25  |
| 6.           | Tokyo                     | Hanno Grossmann | Backing Vocals: Ecki, Sabine und Nick | 3:37  |
| 7.           | Angel                     | Hanno Grossmann |                                       | 4:50  |
| 8.           | Little Miss Mystery       | Hanno Grossmann |                                       | 5:38  |
| 9.           | Take Saeix (Instrumental) | Peter Knorn     |                                       | 0:33  |
| 10.          | Wheel Of Fortune          | Hanno Grossmann |                                       | 4:07  |
| Gesamtlänge: | Gesamtlänge:              | Gesamtlänge:    | Gesamtlänge:                          | 38:55 |

| Nr. | Titel                                   | Autor(en)       | Länge |
| --- | --------------------------------------- | --------------- | ----- |
| 1.  | Frontpage Lover                         | Peter Ladwig    | 3:01  |
| 2.  | A Girl Like a Trigger                   | Peter Ladwig    | 4:35  |
| 3.  | Sumaker                                 | Ladwig          | 3:33  |
| 4.  | 27 Hours a Day                          | Peter Ladwig    | 4:36  |
| 5.  | Arrows in the Wind                      | Hanno Grossmann | 4:25  |
| 6.  | Tokyo                                   | Hanno Grossmann | 3:37  |
| 7.  | Angel                                   | Hanno Grossmann | 4:50  |
| 8.  | Little Miss Mystery                     | Hanno Grossmann | 5:38  |
| 9.  | Take Saeix (Instrumental)               | Peter Knorn     | 0:33  |
| 10. | Wheel of Fortune                        | Hanno Grossmann | 4:07  |
| 11. | Too Young to Stay Too Long (Bonustrack) |                 |       |